# Circuito cittadino di Battersea Park
Il circuito cittadino di Battersea Park è un circuito cittadino situato nella città di Londra, all'interno del Battersea Park. È stato utilizzato dalle monoposto di Formula E nella prima e seconda stagione della categoria per l'E-Prix di Londra.

## Tracciato
Il tracciato si componeva di 15 curve per un totale di 2.920 metri, e si snodava attorno al parco. Dopo una serie di pesanti critiche da parte della popolazione del quartiere, per la chiusura delle strade e il possibile danneggiamento dell'area verde, si è presa la decisione di non effettuare più alcuna gara in questo circuito.. Il tracciato ha subito lamentele anche da parte dei piloti per la ridotta larghezza e per un rilevante dosso alla prima curva, poi riasfaltata.